# Carvão liquefeito
Carvão liquefeito é um combustível líquido produzido por meio do processo de Fischer-Tropsch utilizando como base o carvão. Pode ser utilizado em veículos equipados com motores a diesel sem modificações. Carvão pode ser convertido em hidrocarbonetos de valor mais alto: combustíveis líquidos, metano e petroquímicos. A indústria de conversão é comumente referida como "conversão de carvão" (em inglês coal conversion) ou "carvão para X" (Coal To X). "Combustíveis Carvão para Líquido" dão comummente chamados (CTL, Coal to Liquid Fuels) ou "liquefação de carvão", embora o termo "liquefação" seja geralmente usado para o processo não-químico de tornar gás em líquido.